# اولیسس گارسیا
اولیسس گارسیا (انگلیسی: Ulisses Garcia؛ زادهٔ ۱۱ ژانویهٔ ۱۹۹۶) بازیکن فوتبال اهل سوئیس است.
از باشگاه‌هایی که در آن بازی کرده‌است می‌توان به باشگاه ورزشی وردر برمن، باشگاه فوتبال گراس‌هاپر زوریخ، و باشگاه فوتبال نورنبرگ اشاره کرد.
وی همچنین در تیم‌های ملی فوتبال زیر ۲۱ سال سوئیس و سوئیس بازی کرده‌است.